# سارا سانتوستازی
سارا سانتوستازی (ایتالیایی: Sara Santostasi؛ زادهٔ ۲۴ ژانویهٔ ۱۹۹۳) یک هنرپیشه، خواننده، مربی رقص اهل ایتالیا است.
از فیلم‌ها یا برنامه‌های تلویزیونی که وی در آن نقش داشته‌است، می‌توان به روزهای ترک و جدایی و پدر ماتئو اشاره کرد.